# Pasquale Traini
Pasquale Traini (Nereto, 26 gennaio 1961) è un allenatore di calcio, dirigente sportivo ed ex calciatore italiano, di ruolo attaccante.

## Carriera

### Giocatore
Cresciuto nel Giulianova, esordisce con gli abruzzesi in Serie C2, prima di approdare al Rimini in serie cadetta. Trascorre molte stagioni in questa serie, anche con le maglie di Arezzo, Taranto e Cesena con il quale conquista la Serie A dove rimane per poco più di due stagioni.
Passa in seguito al Pescara e al Messina in Serie B, per poi scendere ulteriormente di categoria al Perugia prima e al Gualdo e al Baracca Lugo poi. Conclude la carriera con la maglia del Castel San Pietro.

### Dopo il ritiro
Dopo il ritiro, diventa direttore sportivo dello stesso Castel San Pietro fino al gennaio 1999. In seguito occupa incarichi dirigenziali anche allo Spezia occupandosi del settore giovanile dal 2000.
Il primo incarico in panchina è invece datato 2005 quando il Castel San Pietro lo assume come allenatore per coprire la carenza di patentino di Andrea Orecchia: nel corso della stagione diventa però unico allenatore della squadra per via delle dimissioni dello stesso Orecchia, per essere infine sostituito anch'egli a stagione in corso.

## Palmarès

### Giocatore

#### Competizioni nazionali
- Serie C2: 2

Giulianova: 1979-1980
Gualdo: 1993-1994
- Campionato Nazionale Dilettanti: 1

Castel San Pietro: 1996-1997